# Алф Мартинсен
Алф „ Кака “ Мартинсен (29. децембар 1911 — 23. август 1988) био је норвешки фудбалер . На Летњим олимпијским играма 1936. био је члан норвешког тима који је освојио бронзану медаљу на фудбалском турниру.  Такође је учествовао на Светском првенству у фудбалу 1938. године, али није одиграо ниједну утакмицу. На клупском нивоу каријеру је започео у радничком тиму Фрам из Лилестрема, пре него што се придружио Лилестрему.
Тренирао је Лилестрем од 1947. до 1950. и од 1952. до 1953. године.